# Medusa (Bernini)

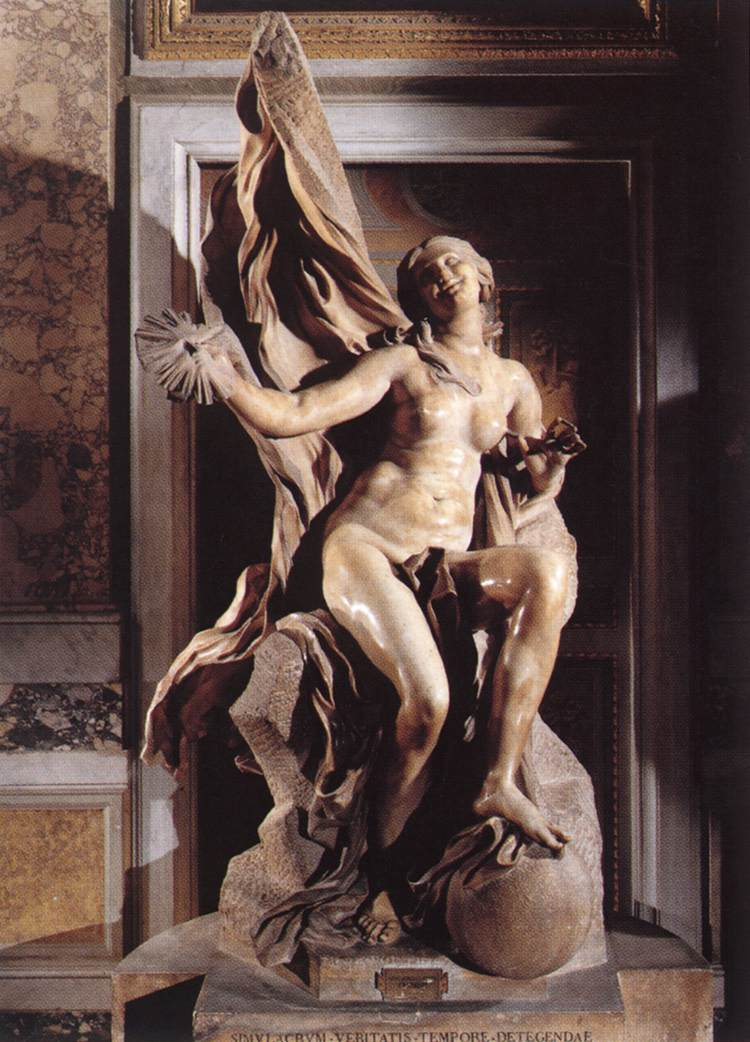
Verdad descubierta por el Tiempo, realizada entre el 1645 y el 1652.

El busto de Medusa es una obra escultórica realizada en mármol inspirada en el homónimo personaje mitológico. Realizada probablemente hacia 1640 aproximadamente, entró a formar parte de la colección de los Museos capitolinos en el Palacio de los Conservadores en 1731. Está atribuida a Gian Lorenzo Bernini. 

## Atribución
Sobre el pedestal puesto en la base del busto se encuentra una inscripción que proporciona indicios del donante: "La imagen de Medusa, puesta sobre los escudos de los romanos para el terror de los enemigos, ahora resplandece, gloria de un célebre escultor, en Campidoglio, regalo del marqués Francesco Bichi, conservador en marzo del año del Señor 1731".  
Con cada probabilidad, el busto ha sido introducido por la familia del donante del cardenal Alessandro Bichi (1596-1657), que gozaba de la protección del Papa Urbano VIII y, sucesivamente, del Papa Alejandro VII..

## Descripción
Contrariamente a las tradicionales representaciones de Medusa, que normalmente muestran sólo la máscara o, como mucho, la cabeza cortada del monstruo (como en el Perseo de Benvenuto Cellini), en este caso la elección de Bernini recae sobre su busto. Además, la joven mujer tiene un rostro de una belleza perfecta, que no es aterrador ni está deformado por el miedo, encontrando en cambio puntos de contacto con la Medusa Rondanini. No obstante, esta última es una belleza carente de emociones, considerada peligrosa, mientras que la Medusa de Bernini expresa sufrimiento. 
Según Patrick Haughey, tal sufrimiento estaría debido a los mordiscos de las serpientes y al hecho de que Medusa está a punto de transformarse en un monstruo. Irving Laven nota al contrario como no se trata de dolor físico, sino de un profundo sufrimiento moral: la joven mujer parece presa de una angustia espiritual casi meditativa, como si estuviera emprendiendo un proceso de catarsis. Para el historiador de arte, el busto es "un tipo de autorretrato metafórico a través del cual el escultor muestra el poder de transformación de su arte, [...] puesta al servicio de una fina moral superior de expiación de la angustia producida por la conciencia de su falibilidad." 
Habida cuenta de las similitudes entre el busto de Medusa y el de Constancia Bonarelli, Laven considera que las dos  obras son complementarias y, al tiempo mismo, opuestas, estando de acuerdo con una observación de Charles Avery. El mismo experto ve en la escultura un "terrible doble sentido" (en inglés, an awful pun), en cuanto que  de la petrificación que el monstruo infligía a las personas, es víctima la propia Medusa. La historiadora de arte Nava Cellini ha evidenciado rasgos comunes tanto en las formas como en la expresividad, con la figura de la Verdad desvelada.